# Velika (Kroatië)
Velika (Hongaars: Velike) is een gemeente in de Kroatische provincie Požega-Slavonië.
Velika telt 5888 inwoners. De oppervlakte bedraagt 154,88 km², de bevolkingsdichtheid is 38 inwoners per km².
Steden (gradovi): Požega · Kutjevo · Lipik · Pakrac · Pleternica

Gemeenten (općine): Brestovac · Čaglin · Jakšić · Kaptol · Velika